# Amparo Osorio
Amparo Osorio (* 1951 Bogotá) es una poeta, narradora, ensayista y periodista colombiana. Ha publicado los libros: Huracanes de sueños (1983-1984); Gota ebria (1987); Territorio de máscaras (1990); la antología La casa leída (1996); Migración de la ceniza (1998); Omar Rayo Geometría iluminada (entrevista, 2001); Antología esencial (Común Presencia Editores, Bogotá, 2001); Memoria absuelta (Universidad Nacional de Colombia (Bogotá, Colombia 2004); Memoria absuelta (Lustra editores, Lima, Perú 2008); la antología Estación profética (2010), Grandes entrevistas de Común Presencia (coautora, Premio Literaturas del Bicentenario, - Común Presencia Editores, Bogotá, Colombia,  2010); Oscura música (Universidad Externado de Colombia, Bogotá, Colombia 2013), la novela Itinerarios de la sangre (Común Presencia Editores, Bogotá, Colombia, 2014), La caída interior (Común Presencia Editores, Bogotá, Colombia 2017), libro nominado en 2020 al Premio Nacional de Poesía convocado por el Ministerio de Cultura de Colombia; y Cuaderno Íntimo (Editorial Erika Letra, Bogotá, Colombia, 2023). En el año 2021 fue jurado del Premio Iberoamericano de Poesía Pablo Neruda (Chile).
Es editora general de la revista Común Presencia, cofundadora junto con Gonzalo Márquez Cristo del semanario virtual Con-fabulación del cual en la actualidad es su Directora, y codirectora de la colección Internacional de literatura Los Conjurados, en la que han aparecido ciento veintitrés títulos en los géneros de poesía, ensayo, cuento, novela, ensayo, crónica y  testimonio (donde son de gran importancia las versiones en español de los Discursos de los Premios Nobel de Literatura, compiladas en tres tomos). 
Varios de sus poemas han sido traducidos al inglés (Luis Rafael Gálvez, Nicolás Suescún, Scott Bailey y Rebecca Morgan), francés (Colombia Truque - Claude Michel Cluny), árabe (Mushin Al Ramli), italiano (Gabriel Ipaglione, Alex Borio), portugués (Floriano Martins, António Miranda), húngaro (Szonyi Ferenc), rumano (Al Husar), ruso (Olga Shahovskaya, José Antonio Vergel) y sueco (Maria Kallin).
Sus trabajos han figurado en diversas compilaciones entre las cuales destacamos: Antología de la poesía colombiana contemporánea en árabe (Traducción de Dr. Muhsin Al-Ramli, Editorial Al-mada, Bagdad, 2014); El Biblionavegante - Un viaje por la cultura del mundo (Autor José Chalarca, ensayo "Tres poetas", Común Presencia Editores, 2014); Me duele una mujer en todo el cuerpo (Antología, Universidad Externado de Colombia, Bogotá, 2014); Cronistas bogotanos (Antología, Común Presencia Editores, Bogotá, 2013); Revista Prometo, (Medellín, Colombia 2013); Revista intelectual latinoamericana (Chile, 2013); El texto de ficción Memorias del XXIII Festival Internacional de Poesía de Medellín (Ediciones Prometeo, Medellín, Colombia 2013); Cuento "La despedida" (edición bilingüe, Copa Airlines Magazine, 1.6 millones de lectores, enero de 2013); Revista Cronopios, (Bogotá, Colombia 2012); Galería de Espejos- una mirada a la poesía colombiana del siglo XX, selección y notas de Juan Manuel Roca, Alfaguara, (Bogotá, Colombia 2012); La palabra visible -Mujeres poetas de América (Quito, Ecuador, 2012); Revista Víacuarenta, (Barranquilla, Colombia 2012) Ómnibus Revista Intercultural (julio-septiembre de 2012, Madrid, España); Exilios Poesía latinoamericana del siglo XX, selección y notas de Marina Gasparini Lagrange –Sociedad de amigos de la cultura Urbana, Fundavag Ediciones, (Caracas, Venezuela 2012); Renglones zurdos, Canaria (2012); Revista Fahrenheit 451, (Bogotá, Colombia 2012); Roberto Matta, una ocasión (Foramen Acus Ediciones, Santiago de Chile, 2011); Poesía colombiana, Antología 1931-2011, Común Presencia Editores (Bogotá, Colombia 2011); La Jornada, UNAM, México 2011; II Festival de Literatura de Bogotá Fundación Fahrenheit 451; (Bogotá, Colombia 2011); En sentido figurado, edición dedicada a Colombia. (México 2010); Navegantes de la Cruz del Sur – Espacio de poesía universal- poemas en español y portugués, (2010); Jornal de poesía- Proyecto Editorial Banda Hispánica, (Fortaleza, Ceará, Brasil 2009); Desde el umbral II - Poesía colombiana en transición (Ediciones UPTC, compilada por Jorge Eliécer Ordóñez, 2009); Poetry International Rotterdan (2009); Antología de la poesía colombiana, Editorial El Perro y la Rana (Caracas, Venezuela 2008); Agéndame, (Lima, Perú 2008); Panorama virtual de la nueva poesía colombiana (Ulrika, Editores, 2008); Memorias del V Festival Mundial de Poesía Caracas (Casa Nacional de la Letras, Venezuela, 2008); Poetas Bogotanos (Coedición Fundación Alzate Avendaño y Los Conjurados, Bogotá, 2008); RevistAtlántica -dedicada a Colombia (España, 2008); Poemario - I Bienal internacional de poesía de Brasilia, Biblioteca Nacional de Brasilia (Brasil, 2008); Segunda antología del cuento corto colombiano (Universidad pedagógica Nacional, Bogotá, 2008);  Mundo mágico: Colombia, Ediciones Bagacao (Brasil, 2007); Revista Andrómeda, (San José, Costa Rica, 2007); Letralia- Tierra de Letras, Año XI. N.º 157, (Cagua, Venezuela 2007)
Antología de poesía colombiana: 1931-2005 (Ediciones UNAM, México D.F., 2006); Letralia- Tierra de Letras, Año XI. N.º 153,
(Cagua, Venezuela
2006) Antología Modelo 50, (Poetas colombianos nacidos en la década de los 50s), de Fernando Herrera, Universidad de Antioquia (Medellín, Colombia 2005); Colombia-Poesía Contemporánea Editorial Magisterio (Bogotá, Colombia 2005); Encuentro de poetas del Mundo Latino (Morelia, México, 2004); Revista Casa Silva n.º 18 (Bogotá, Colombia 2004);Memorias del IX Festival Internacional de Poetas de Medellín (Publicaciones Revista Prometo, Medellín, 2001); Con-Fabulación 100 (Colección Los Conjurados, Bogotá, 2009); Epigrama, revista de poesía (Ediciones Espejismos, (Medellín, Colombia 1999); Tambor en la Sombra, Ediciones Verdehalago (México 1996), realizada por Henry Luque Muñoz; Nagyvilág, Világirodalmi Folyóirat (Hungría1991). 
Fue Directora de la Colección de Libros de Poesía La Voz Visible, fundada en Bogotá, Colombia en 1990. Fue Coordinadora de la Bienal Internacional de Literatura Común Presencia efectuada en los años 1994 y 1996. Fue Miembro fundador de la Unión Nacional de Escritores de Colombia. Durante 1988 y 1989, dirigió en la Radio Nacional de Bogotá el programa cultural Página Impar. Este espacio de emisión semanal marcó un importante derrotero dentro de la visión artística de los colombianos que durante ese período pudieron escuchar a diferentes actores de la vida intelectual del país, y compartir sus conocimientos y sus obras. Fue participante en 1984 del Curso Literatura Latinoamericana – Críticos norteamericanos y de Colombia dictado por la Pontificia Universidad Javeriana de Bogotá, y en 1986 hizo parte de los talleres: Transformaciones del Lenguaje Poético, Universidad de los Andes, Facultad de Filosofía y Letras, con la colaboración de la Comisión Fulbright. 
En 1992 inició un recorrido por Europa, Norte y Centroamérica y varios países del sur del continente, que le permitió conocer a grandes escritores y pensadores universales con los que inició contacto personal y que sirvieron de base para su libro Grandes entrevistas de Común Presencia, que contiene entre otras, las voces fundamentales de E. M. Cioran, José Saramago, Octavio Paz, Carlos Fuentes, Juan Goytisolo, Juan García Ponce, Mario Vargas Llosa, José Donoso, Fernando del Paso, Alfredo Silva Estrada, Olga Orozco, Antonio Ramos Rosa, Hans Magnus Enzensberger, Eugenio Montejo, Ernesto Sábato, Roger Munier, Roberto Juarroz, Salvador Elizondo, Jean Braudillard... y a los artistas plásticos: Roberto Matta, Oswaldo Guayasamín, Edgar Negret, Leonel Góngora, Ángel Loochkartt, Jacobo Borges, Omar Rayo, Fernando de Szyzlo, Armando Villegas y Jim Amaral... 
En la actualidad preside la Fundación Literaria Común Presencia, entidad dedicada a la investigación, recopilación y difusión cultural. 
Obtuvo la primera Mención del concurso Plural de México (1989) y la beca nacional de poesía del Ministerio de Cultura (1994). Ha representado a Colombia en varios encuentros internacionales de literatura en diversos países (Argentina, Venezuela, Brasil, Perú, Ecuador, Italia, Bélgica, Puerto Rico, México y Estados Unidos...) Sobre su obra han escrito comentarios críticos diversos escritores de importancia internacional como Jorge Rodríguez Padrón, Fernand Verhesen y Claude Miche Cluny.
Sobre su poesía han escrito autores como: Ludwig Zeller (Canadá); Laura Cerrato (Argentina); Ida Gramcko (Venezuela); Fernand Verhesen (Bélgica); Jorge Rodríguez Padrón (España); Jorge Nájar (Francia); Marco Antonio Campos (México), Iván Oñate (Ecuador); Sthepen Marsh-Planchard (Venezuela); Renato Sandoval (Perú); Floriano Martins (Brasil) y Claude Michel Cluny (Francia). 
Es Directora del periódico virtual Con-Fabulación.

## Obras
- Huracanes de sueños (1983-1984)
- Gota ebria (Ediciones Embalaje, Roldanillo, 1987)
- Territorio de máscaras (Hojas Sueltas Editores, Bogotá, 1990)
- La casa leída (1996)
- Migración de la ceniza (Editorial Magisterio, Bogotá 1998)
- Antología esencial (Colección Los Conjurados, Bogotá, 2001, 2004, 2006)
- Omar Rayo Geometría iluminada (entrevista, 2001)
- Memoria absuelta (Universidad Nacional de Colombia, 2004)
- Estación profética: Antología personal (Caza de Libros, Ibagué, 2010)
- Grandes entrevistas de Común Presencia (Colección Los Conjurados, Bogotá, 2010)
- Oscura música (Universidad Externado de Colombia, 2013)
- Itinerarios de la sangre (Colección Los Conjurados, Bogotá, 2014)
- La caída interior (Colección Los Conjurados, Bogotá, 2017)
- Cuaderno Íntimo (Editorial Erika Letra, Bogotá, Colombia, 2023).